# Абдуллах ибн Абду-ль-Малик
Абдуллах ибн Абду-ль-Малик (араб. عبد الله بن عبد الملك‎; ок. 677, Дамаск, совр. Сирия — 750, аль-Хира, совр. Ирак) — омейядский принц, сын халифа Абду-ль-Малика ибн Марвана (правил в 685—705), полководец и наместник Египта. В греческих источниках Ἀβδελᾶς, Абделас.

## Биография
Абдуллах родился около 677 и вырос в столице Омейядского халифата Дамаске. В юности он сопровождал своего отца в нескольких военных кампаниях. Приблизительно в 700 году он провёл свою первую самостоятельную кампанию, в ответ на нападения византийского военачальника Ираклия. Во время этой экспедиции он захватил приграничную крепость Феодосиополис и ворвался в Малую Армению. В 701 году он был послан вместе со своим дядей Мухаммадом ибн Марваном в Ирак, чтобы помочь аль-Хаджжаджу ибн Юсуфу в подавления восстания Абдуррахмана ибн Мухаммада. На следующий год в армянских провинциях Византии к востоку от Евфрата поднялось восстание, которое распространилось над большей части Армении. В 703 году Абдуллах завоевали Мопсуэстию (аль-Массиса) в Киликии, которую он сделал первым крупным опорным пунктом Халифата в этом районе, а затем подавил армянское восстание вместе со своим дядей Мухаммадом.
В конце 704 года он был отозван из Армении и направлен в Египет в качестве наместника, сменив своего умершего дядю Абду-ль-Азиза ибн Марвана. Во время своего правления Абдуллах приложил немало усилий на то, чтобы упрочить контроль Дамаска над Египтом, который за двадцать лет правления Абду-ль-Азиза практически стал его личной собственностью. Это было сделано путём увольнения назначенцев его дяди и включением в состав правящей верхушки арабов вместо коптов. Одним из важных достижений его правления было введение арабского языка в диване столицы. Его срок пребывания был омрачён первым случаем голода под исламским правлением, а также обвинением его в коррупции и хищении государственных средств. Он был отозван в 708/709 году, а его доходы были конфискованы халифом. О его дальнейшей жизни информации почти нет. Аль-Якуби сообщал, что Абдуллах был казнён путём распятия первым аббасидским халифом ас-Саффахом в аль-Хире в 749/750 году.